# L'Escale nautique
 (mai 2011).
Si vous disposez d'ouvrages ou d'articles de référence ou si vous connaissez des sites web de qualité traitant du thème abordé ici, merci de compléter l'article en donnant les références utiles à sa vérifiabilité et en les liant à la section « Notes et références ».
L’Escale nautique est une publication indépendante basée au Québec qui couvre l’actualité de la navigation de plaisance. 
La publication lancée en 1995 a son siège social à Québec. Michel Sacco est rédacteur en chef depuis la création du magazine. 
La publication est distribuée à tous les membres de la Fédération de voile du Québec, ainsi qu’aux membres francophones des Escadrilles canadiennes de plaisance.
L’Escale Nautique publie chaque année depuis 1997 un numéro hors-série, Le Guide du tourisme nautique, un guide de navigation qui documente les principaux plans d’eau du Québec d’Ottawa aux Îles de la Madeleine. Ce guide de navigation est aussi publié dans une version anglaise intitulée The St. Lawrence River & Québec Waterways Cruising Guide.